# D.o.b : Dance or Band
《D.o.b : Dance or Band》는 Mnet에서 2016년 5월 11일부터 2016년 6월 29일까지 방송되었던 TV 프로그램이다. FNC 소속 연습생들 중 댄스 팀 9명과 밴드 팀 4명 간 대결로 진행되며, 이기는 팀이 데뷔하게 된다.

## 결과
댄스 팀이 승리하여 SF9으로 데뷔했다. 밴드 팀은 후에 허니스트로 데뷔했지만 현재는 해체된 상태이다.
| 결과 | 이름   | 예명   | 소속사 | 소속그룹            |
| ---- | ------ | ------ | ------ | ------------------- |
| 승   | 김영빈 | 영빈   | FNC    | SF9                 |
| 승   | 김석우 | 로운   | FNC    | SF9                 |
| 승   | 백주호 | 주호   | FNC    | SF9                 |
| 승   | 이상혁 | 다원   | FNC    | SF9                 |
| 승   | 유태양 | 前태양 | FNC    | SF9                 |
| 승   | 김인성 | 인성   | FNC    | SF9                 |
| 승   | 이재윤 | 재윤   | FNC    | SF9                 |
| 승   | 강찬희 | 찬희   | FNC    | SF9                 |
| 승   | 김영균 | 휘영   | FNC    | SF9                 |
| 패   | 서동성 |        | FNC    | N.Flying, 前HONEYST |
| 패   | 김철민 |        | FNC    | 前HONEYST           |
| 패   | 김환   |        | FNC    | 前HONEYST           |
| 패   | 오승석 |        | FNC    | 前HONEYST           |